# 초 로봇 생명체 트랜스포머 마이크론 전설
초 로봇 생명체 트랜스포머 마이크론 전설(일본어: 超ロボット生命体トランスフォーマー マイクロン伝説)은 일본의 애니메이션 시리즈이다. 2002년 8월 23일 데뷔했다. 최초 시리즈가 미국의 장난감 기업 해즈브로와 일본의 타카라사의 공동 제작으로 이루어졌다. 2편의 후속작 트랜스포머: 슈퍼 링크, 트랜스포머: 갤럭시 포스가 있다.